# Tundra Małoziemielska
Tundra Małoziemielska (ros. Малоземельская тундра, Małoziemielskaja tundra) – nizina w europejskiej, północno-zachodniej części Rosji, nad Morzem Barentsa, między Timanem i dolnym biegiem Peczory, na obszarze Nienieckiego Terytorium Autonomicznego. Na południu rzeka Suła oddziela ją od Niziny Peczorskiej. Rzeźba terenu ma charakter równinny, wzdłuż wybrzeża Morza Barentsa rozciągają terasy morskie wnoszące się na wysokość 60–80 m n.p.m., w środkowej części niziny występują morenowe pagórki i ciągi wzniesień sięgające 140–180 m n.p.m. Tereny w dorzeczu Suły, Sojmy i Indigi są znacznie obniżone i silnie zabagnione. Nizina zbudowana jest z czwartorzędowych osadów morskich i kontynentalnych. Wzdłuż wybrzeża morskiego ciągną się wały brzegowe, wydmy i misy deflacyjne (tzw. jersieje). Występuje duża liczba jezior termokrasowych i polodowcowych (m.in. Urdiużskoje i Indigskoje). Nizina leży w strefie surowego klimatu subpolarnego charakteryzującego się długimi zimami (średnia temperatura stycznia wynosi od -16 do -17 °C) i krótkimi, chłodnymi latami (średnia temperatura lipca w części południowej wynosi 12 °C, natomiast w części północnej 8 °C). Roczna suma opadów wynosi ok. 300-350 mm. Północna i środkowa część niziny pokryta jest tundrą (głównie mchy, porosty i krzewinki), natomiast na południu i w dolinach występują głównie rzadko rosnące niskie drzewa. Miejscowa ludność trudni się hodowlą reniferów, łowiectwem zwierząt futerkowych i rybołówstwem. 
Północną część niziny zajmuje Rezerwat Nieniecki. 